# Glenn Standring
Glenn Standring és un guionista, productor i director de cinema neozelandès que treballa en els gèneres d'acció, terror i fantasia.
És de Feilding, a l'illa nord de Nova Zelanda. Descendeix de persones de Glasgow i Manchester del costat europeu i de la tribu Ngāpuhi del costat de Nova Zelanda.
Standring va estudiar cinema a l'Ilam School of Fine Arts i va completar una llicenciatura d'honor en Arqueologia a la Universitat d'Otago a Dunedin.

## Carrera
El seu darrer curtmetratge va ser l'animació experimental per ordinador Lenny Minute One que va ser seleccionat per al concurs de curtmetratges de 1993 al Festival Internacional de Cinema de Canes.
El seu primer llargmetratge com a guionista/director va ser la pel·lícula de baix pressupost The Irrefutable Truth about Demons (2000), que va ser nominada als premis a la millor pel·lícula en festivals de cinema fantàstic de Portugal i Espanya.
La segona pel·lícula de Standring va ser Perfect Creature. La pel·lícula era un thriller/horror ambiciós ambientat en un univers alternatiu de Nova Zelanda que incorporava elements d'història i fantasia. En aquest món els vampirs són protectors de la humanitat, més que l'enemic. La pel·lícula es va vendre a 20th Century Fox a un preu rècord per a una pel·lícula de Nova Zelanda.
El seu tercer llargmetratge com a escriptor i productor, The Dead Lands, es va estrenar el 2014. La pel·lícula és un llargmetratge d'acció en llengua maorí rodat a Auckland i al centre de l'illa nord de Nova Zelanda. Presenta l'art marcial maorí Mau Rakau, un estil de lluita cos a cos únic, poc conegut fora de Nova Zelanda. La pel·lícula va ser un èxit de taquilla a casa seva i va obtenir una presentació especial el dia de la inauguració del Festival Internacional de Cinema de Toronto i va estar entre les 10 millors pel·lícules de l'any del festival de Deborah Young (Reporter de Hollywood), rebent els elogis de James Cameron i Peter Jackson. Va ser la entrada de Nova Zelanda als Oscars a la millor pel·lícula en llengua estrangera.
Va ser escriptor i productor executiu del thriller del Regne Unit i la Nova Zelanda 6 Days que comptava amb Abbie Cornish, Mark Strong i Jamie Bell. L'original de Netflix es va projectar al BFI London Film Festival i va rebre elogis de Total Film "amb la tensió del tambor" i del Sunday Times del Regne Unit com "inesperadament reflexiu".
També va treballar com a escriptor al documental McLaren, dirigit per Roger Donaldson.
El 2020 va ser productor executiu i creador de The Dead Lands, una sèrie de 8 parts de terror/fantasia produïda per AMC/Shudder Networks.Decider el va anomenar un emocionant i divertit Ancient-Maori Riff de gènere Z i la revista Locus la van veure com una sèrie d'aventures d'acció i terror sobrenatural de primer nivell.